# Anomala bousqueti
Anomala bousqueti är en skalbaggsart som beskrevs av Le Guillou 1844. Anomala bousqueti ingår i släktet Anomala och familjen Rutelidae. Inga underarter finns listade i Catalogue of Life.